# Beg Ferati
Beg Ferati (ur. 10 listopada 1983 w Prisztinie) – szwajcarski piłkarz występujący na pozycji obrońcy, pochodzenia albańskiego z Kosowa. Zawodnik FC Sion.

## Kariera
Ferati przeniósł się do Pratteln w Szwajcarii, gdy był dzieckiem i grał w drużynie FC Pratteln a następnie w Concordii Basel. Swój pierwszy profesjonalny kontrakt podpisał w 2005 roku z sąsiadami FC Concordii, FC Basel. Rozegrał tam ponad 25 meczów w składzie rezerw przed powrotem do Concordii w lecie 2006 roku. W styczniu 2008 roku powrócił do FC Basel.
1 lipca 2011 roku Ferati przeniósł się do SC Freiburg, z którym podpisał trzyletni kontrakt.